# 짱구는 못말려 극장판: 암흑마왕 대추적
《짱구는 못말려 극장판: 암흑마왕 대추적》(일본어: 映画クレヨンしんちゃん暗黒タマタマ大追跡)은 1997년 제작된 일본의 애니메이션 영화이다.
우스이 요시토의 《주간 액션》에 연재된 만화 《크레용 신짱》을 원작으로 제작된 TV시리즈 《짱구는 못말려》의 극장용 애니메이션 영화 시리즈 5편이다.
대한민국에서는 ㈜디지탈임팩트가 수입하여 《짱구는 못말려 암흑 마왕 대추적》이라는 이름으로 인물의 이름을 한국식으로 바꾸어 한국어 더빙으로 2000년 VHS로 출시되었다. 2008년, 대원방송㈜에서 수입하여 재더빙을 통하여 《극장판 짱구는 못말려 암흑 마왕 대추적》이라는 이름으로 15세 이상 관람가 등급으로 챔프, 애니원, 애니박스, 채널CGV에서 방영되었다. 더빙 작업 과정에서 한국식 이름과 지명을 사용했다. 대원방송에서는 한국어 더빙으로 공개되었으나, 영화 내의 주제가, 오프닝, 엔딩 등은 각 방송사에 따라 원어 자막(또는 생략)으로 방영했다.
영어 부제는 Crayon Shinchan The Movie: The Dark Ball Chase이며 PMP 엔터테인먼트에 의해 VCD를 통해 출시되었다.

## 줄거리
일본 간토 지방 치바현 나리타 국제공항(우리나라에서는 인천 국제공항으로 표기되었다). 비행기가 착륙하고 헥슨이 공항에 들어온다. 그리고 이런 헥슨을 맞이하는 타마오(옥마담)가(이) 보낸 차마마(마타리)일행. 이들이 비밀스럽게 공항에 온건 어떤 구슬을 건네받기 위해서였다. 그런데 헥슨이 꺼낸 구슬을 치마마(마타리)가 건네받으려는 찰나, 정체모를 삼인조 불청객들이 난입해 구슬을 낚아채갔다. 이들은 바로 오래전부터 문제의 구슬을 지켜오고 있는 타마유라족 삼형제(미녀 삼총사). 그러자 치마마(마타리)일행이 구슬을 빼앗기 위해 난투극을 벌이면서 공항은 순식간에 아수라장으로 변해버린다.
어느날, 시로와 산책을 하고있던 신노스케(신짱구)는 아침부터 잔디밭에 누워자고 있는 이상한 남자를 발견했다. 그는 바로 타마유라족(구슬족) 장남 로즈. 하지만 머리카락도 없는데다 옷차림도 이상해서인지 신노스케(신짱구)는 기겁하며 물러섰다. 그러다 남자의 옆에 버려져 있던 구슬 하나를 슬쩍 챙겨서 집으로 돌아온다. 집에 돌아와보니 얼마전 새로 태어난 여동생 히마와리(신짱아)가 자고 있었고 엄마 미사에(봉미선)는 동생을 꺠우지 말라고 한다. 엄마가 잠깐 부엌에 간 사이 잠결에 깨어난 히마와리(신짱아)는 구슬을 보고 무척이나 좋아했다. 신노스케(신짱구)는 주기 싫었지만 히마와리(신짱아) 눈에 눈물이 고이는걸 보고는 결국 쥐어준다. 그리고 오빠가 한눈을 판 사이 히마와리(신짱아)는 구슬을 삼켜버렸다.
그날밤, 자고있던 노하라(신형만,봉미선,신짱구,신짱아,흰둥이) 일가의 안방에 침입자가 나타났다. 이들은 바로 타마유라족 삼형제(미녀 삼총사). 구슬이 없어졌다는걸 알고는 신노스케(신짱구)의 집까지 쫓아온 것이다. 미사에(봉미선)와(과) 히로시(신형만)는 기겁하면서 아들에게 구슬을 돌려주라고 했지만 마지막으로 갖고 있었던게 히마와리(신짱아)라는 말을 듣고는 서둘러 히마와리(신짱아)를 살폈다. 그러다 막내 레몬의 초능력으로 구슬이 아이 뱃속에 들어있음을 알게된다. 이후 사태의 심각성과 구슬의 존재를 전혀 인지하지 못하는 노하라(신형만,봉미선,신짱구,신짱아,흰둥이) 일가에게 자신들의 처지와 구슬에 대해 설명해주기 위해 자신들이 본부로 쓰는 신주쿠(우리나라에서는 이태원으로 표기되었음)의 어느 노래방으로 향했다.
과거, 타마유라족(구슬족)은 나쁜 악령들을 물리치는 존경받는 위대한 가문이었다. 그리고 이런 타마유라족(구슬족)과 비슷한 타마요미족(흑구슬족)이 있었다. 처음 이 두 가문은 매우 사이가 좋았는데 어느날, 타마요미족(흑구슬족)에 초능력자가 나타났다. 그는 나쁜 악령 '쟈크'와 동맹을 맺어 세계를 지배하려고 했었다. 이를 알게 된 두 가문은 힘을 합쳐 초능력자를 무찌르고 쟈크를 조각상 안에 봉인했다. 이후 봉인을 푸는 두 개의 구슬은 타마유라족(구슬족)이 악령을 조종할 수 있는 타마요미족(흑구슬족)이 갖기로 했다. 그런데 타마유라 삼형제(미녀 삼총사)의 할아버지가 생활이 궁핍하다는 이유로 구슬을 외국에 팔았는데 그걸 산 사람이 타마요미족(흑구슬족)의 초능력자 헥슨이었던 것이다. 그리고 헥슨이 이걸 들고 일본(우리나라에서는 한국)으로 오는 바람에 이 사단이 난것이다. 이야기를 끝내자 금세 타마요미족(흑구슬족)이 들이닥쳐 구슬을 내놓으라고 협박했지만 타마유라족(구슬족)은 능숙하게 그들을 제압해버린 다음, 달아나기 시작한다.
구슬을 빼앗으려는 자와 지키는 자, 그리고 이 싸움에 휘말려든 노하라(신형만,봉미선,신짱구,신짱아,흰둥이) 일가의 중대한 모험이 시작된다!

## 등장인물

### 노하라 일가
- 노하라 신노스케 (신짱구)

만화의 주인공. 원래 극장판에서도 활약을 많이했지만 이번편에선 처음 등장한 여동생 히마와리에게 밀려 활약상이 적은편.
- 노하라 히로시 (신형만)

신노스케의 아버지. 밤중에 이상한 사건사고를 몰고온 아들 탓을 하지만 갓 태어난 딸이 악당에게 납치당하자 분노한 채로 쫓는다.
- 노하라 미사에 (봉미선)

신노스케의 어머니. 갓 태어난 둘째딸 히마와리가 납치당하자 울음을 터뜨렸다.
- 노하라 히마와리 (신짱아)

얼마전 태어난 신노스케의 여동생. TV시리즈에서 등장한지 얼마 안되어서인지 극장판의 주인공이 됐다.
- 시로 (흰둥이)

노하라 일가의 애완견. 이번 극장판에서는 활약상은 고사하고 등장씬도 2~3번밖에 되지 않는다.

### 타마유라족
- 로즈(구병만)

타마유라족의 장남. 여장남자 컨셉이라 여성스러운 말투를 사용한다. 처음 신노스케는 그를 무서워하지만 온갖 4차원 행각에 점차 경계를 없애고 친해진다.
- 라벤더(구원만)

타마유라족의 차남. 섬세한 성격이다.
- 레몬(구정만)

타마유라족의 삼남. 영감이 좋아 히마와리 뱃속에 손을 대고는 금세 아이가 구슬을 삼켰다는걸 눈치챈다.
- 타마유랑 어머니 (로즈네 어머니)

타마유라족의 수장이자 삼형제의 어머니. 로즈가 '엄마'라고 부를 때마다 얼굴을 때리며 못 부르게 한다.

### 타마요미족
- 미스터 헥슨

타마요미족의 후손. 본래 운동신경이 뛰어난데다 인간의 행동을 엿볼 수 있는 초능력을 가지고 있다보니 타마유라족, 노하라 일가, 요네까지 덤벼드는데도 한 대도 안 맞고 모두를 쓰러뜨려 버릴 정도.
- 타마오 나카무레 (옥마담)

타마요미족의 현 수장. 공공장소에서 소란을 피우면 안된다고 말하는등 악당 답지 않게 바른생활이 몸에 베여있다. 게다가 멀어져 가는 신노스케를 귀엽다고 하는등 다소 엉뚱한 면모가 있는 편이다.
- 사타케 (무식한)

타마요미족의 육체 담당. 프로레슬러 출신답게 근육질에 덩치도 크다. 하지만 험상궃게 생긴 얼굴과는 달리 아이들을 무척이나 좋아해서 유치원 보모일까지 한적도 있다. 그래서 납치해온 히마와리를 누구보다도 자상하게 돌봐준다. 갓난아기를 인질로 잡는것도 모자라 물건 다루듯 험악하게 다루기까지 하는 치마마를 보고는 완전히 뚜껑이 열려 그 자리에서 일족을 배신하고 노하라 일가의 편으로 돌아섰다.
- 치마마 마호 (마타리)

타마요미족의 부하. 리본을 이용한 리듬체조식 전투력을 선보인다. 아이를 무척이나 싫어해서 물건 다루듯 험악하게 다루는 경향이 있었고 결국 배신한 사타케와 격투를 벌인다.

### 기타
- 자크

이번 극장판 흑막. 엄청난 힘을 가졌다고 했지만 너무 오랫동안 봉인되어 있어서인지 힘을 다 잃어버렸다. 그래서 신노스케 때문에 봉인이 풀렸을땐 타마유라족과 똑같은 오카마로 변해 있었다.
- 히가시마츠야마 요네 (나여경)

자신의 이름을 매우 촌스러워하며 글로리아라는 가명을 쓴다. 한때 현장을 뛰어다니던 강력형사였지만 지금은 좌천된 말단 여경. 공항에서 소동을 피우던 여장남자 삼인조를 쫓다 덩달아 소동에 휘말렸다. 권총이 있지만 사격실력은 형편없어서 있으나마나다. 전체적으로 구슬소동하고는 아무런 연관이 없고 오직 악당 체포라는 사명감을 목적으로 자발적으로 사건에 합류했다.

## 목소리 출연
- 짱구 - 박영남
- 짱구아빠, 헥슨 - 오세홍
- 짱구엄마, 맹구 - 강희선
- 짱아, 옥마담, 철수 - 여민정
- 흰둥이, 유리, 마타리 - 장경희
- 훈이, 나여경 - 정혜옥
- 로즈 - 유해무
- 라벤더, 자크 - 홍진욱
- 레몬, 원장, 우스이 - 현경수
- 무식한 - 이주창
- 나미리, 구슬일족 촌장 - 윤여진
- 채성아 - 하은진

## 캐스트
- 노하라 신노스케 - 야지마 아키코
- 노하라 히로시 - 후지와라 케이지
- 노하라 미사에 - 나라하시 미키
- 노하라 히마와리 - 코오로기 사토미
- 시로, 카자마 토루 - 마시마 마리
- 로즈 (타케시) - 고오리 다이스케
- 라벤더 (츠요시) - 시오자와 카네토
- 레몬 (키요시) - 오오타키 신야
- 히가시마츠야마 요네 - 야마모토 유리코
- 타마유랑 어머니 - 미즈하라 린
- 칸베 - 나카지마 토시히코
- 카타즈노 - 나카타 마사유키
- 츠츠론즈 - 이와나가 테츠야
- 에하즈 - 오타 카츠히토
- 고론베 -
- 킨죠 -
- 기쿠지로 -
- 헥슨 - 하즈미 쥰
- 타마오 나카무레 - 야마모토 케이코
- 사타케 - 타치키 후미히코
- 치마마 마호 - 시마즈 사에코
- 호스티스 1 - 유키노 사츠키
- 호스티스 2 - 사토 유코
- 호스티스 3 - 시마무라 카오루
- 원장 선생님 - 나야 로쿠로
- 요시나가 미도리 선생님 - 타카다 유미
- 마츠다카 우메 선생님 - 토미자와 미치에
- 사쿠라다 네네 - 하야시 타마오
- 사토 마사오 - 이치류사이 테이유
- 보오 - 사토 치에
- 마인 자크 - 아오모리 신
- 만화가 - 우스이 요시토 (특별 출연)

## 스태프
- 원작 : 우스이 요시토 《크레용 신짱》
- 캐릭터 원안 : 우스이 요시토
- 캐릭터 디자인 : 하라 카츠노리
- 작화감독 : 하라 카츠노리, 츠츠미 노리유키
- 미술감독 : 노무라 카나코, 코가 토오루
- 설정 디자인 : 유아사 마사아키
- 촬영감독 : 우메다 토시유키
- 점토 애니메이션 : 이시다 타쿠야
- 음악 : 아라카와 토시유키, 미야자키 신지
- 녹음감독 : 오오쿠마 아키라
- 편집 : 오카야스 하지메
- 프로듀서 : 모기 히토시, 오오타 켄지, 호리우치 타카시
- 감독 · 각본 · 그림 콘티 : 하라 케이이치
- 연출 : 미즈시마 츠토무
- 색채 설계 : 노나카 사치코
- 색 지정 : 모리타 신지
- 특수효과 : 도이 미치아키
- 동화 체크 : 오하라 켄지
- 동화 : 스튜디오 정글짐, 교토 애니메이션, 무겐칸
- 마무리 : 라이트 풋, 스튜디오 시마, 교토 애니메이션, 트레이스 스튜디오 M, 프로덕션 I.G
- 마무리 검사 : 마츠타니 사나에, 호리코시 토모코
- 배경 : 스튜디오 유니, 아틀리에 로쿠
- 촬영 : 아사히 프로덕션
- CG 제작 : 야마우라 무네하루, 콘도 하카루
- CG 디자이너 : 히즈이 사토시, 카즈미 아키오
- 효과 : 마츠다 아키히코 (피즈 사운드 크리에이션)
- 녹음 스튜디오 : APU 스튜디오
- 정음 : 시바타 노부히로
- 정음 조수 : 타구치 노부타카
- 음향제작 : 오디오 플래닝 유
- 음향제작 데스크 : 오자와 메구미
- 음악협력 : 이매진
- 편집 : 코지마 토시히코, 나카하 유미코, 무라이 히데아키, 카와사키 아키히로, 미야케 요시키
- 타이틀 : 미치카와 아키라
- 현상 : 도쿄 현상소
- 기술협력 : 모리 미키오
- 제작 데스크 : 카시와바라 켄지, 야마카와 준이치, 와다 야스시
- 제작진행 : 사이토 아츠시, 카이세이 사토시, 벳시 나오키
- 제작 : 신에이 동화, 테레비 아사히, ASATSU
- 배급 : 토호

### 원화
- 안도 마사히로, 유아사 마사아키, 타카쿠라 요시히코, 하야시 시즈카, 오오츠카 마사미
- 스에요시 유우이치로, 요시하라 마사유키, 니시무라 히로유키, 사사키 마모루, 스즈키 다이시
- 쿠로사와 마모루, 타케우치 신지, 아라카와 마사츠구, 이즈미 키누코, 테츠라 토시아키
- 마츠야마 마사히코, 코야마 오사무, 하야시 타카후미, 하시모토 토요코, 이시이 사토미
- 요코야마 켄지, 카토 미노루, 나라사키 사나에, 콘 후미코, 하라 카츠노리
- 츠츠미 노리유키, 키무라 요코, 마마다 마스오, 이리에 야스토모

## VHS•DVD
- VHS - 1998년 4월 25일 반다이 비주얼에서 발매
- DVD - 2005년 4월 22일 반다이 비주얼에서 발매

## 같이 보기
- 짱구는 못말려 (영화 시리즈)